# Heteros

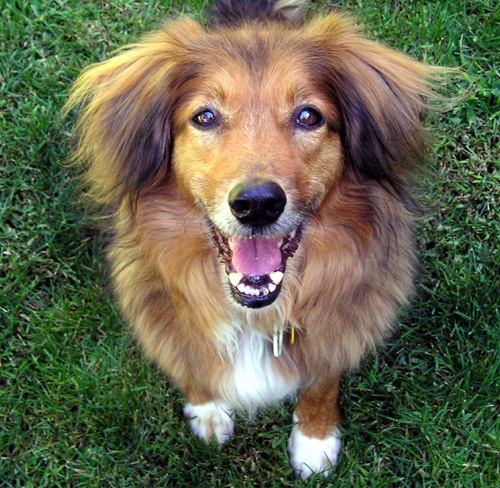
Blandrashund.

Heteros är ett fenomen som innebär korsningsvitalitet, det vill säga den förbättring av egenskaper som kan ske vid korsning av populationer där de mest fördelaktiga generna samlas i en individ så att avkomman överträffar sina föräldrar. Detta är det önskade resultat vid avel och representerar motsatsen till inavel.
En motsats till heterosiseffekten är inavelsdepression. Ekonomiskt drar man nytta av heterosiseffekten inom växt- och djurförädling genom att korsa olika arter, raser, sorter eller inavlade linjer, genom så kallad hybridavel.

## Genetik
Det finns flera olika genetiska effekter som var för sig eller tillsammans kan orsaka heteros. De sammanhänger oftast med ökad heterozygoti. 
I många fall är I många fall är de mindre överlevnadsbefrämjande allelerna recessiva. Om då exempelvis den ena av föräldrarna i sina kromosomer bär på anlagen AA och bb medan den andra har aa och BB, får avkomman uppsättningen AaBb. Förutsatt att anlagen A och B båda är dominerande och befrämjar vitaliteten, blir heterozygoten - avkomman som i båda lokus har båda typer av alleler - starkare än sina homozygota föräldrar. I detta fall kan fortsatt urval (naturligt eller genom avsiktlig avel) leda till att förekomsterna av a och b minskar eller helt försvinner ur populationen, aå att de flesta eller alla individer i stället är AABB-homozygoter..
En annan situation är den med överdominans i ett lokus. Här är alltså varken (säg) allelen A eller allelen a helt dominant; i stället samverkar de på så sätt att heterozygoter (alltså Aa-individer) är vitalare än både AA-homozygoter och aa-homozygoter. I det här fallet är däremot det mest fördelaktigt att bevara heterozygociteten i populationen. För bevarandebiologer som exempelvis vill ge en i det fria starkt hotad eller utrotad djurart största möjligheter till överlevnad genom avel i djurparker är det därför av avgörande betydelse att undersöka vilken slags heteros det handlar om i varje fall.

## Fotnoter
1. 1 2 3  Charlesworth, Deborah; Willis, John H. (november 2009). ”The genetics of inbreeding depression”. Nature Reviews Genetics 10 (11):  sid. 783–796. doi:10.1038/nrg2664. PMID 19834483. https://www.nature.com/articles/nrg2664. Läst 23 juli 2025.